# ジャスティン・サングスター
ジャスティン・サングスター（Justin Sangster、1996年11月30日 - ）は、ラグビーユニオンの選手。

## プロフィール
- ニュージーランド出身。
- ポジションは、ロック(LO)。
- 身長 198 cm、体重 115 kg
- アメリカ合衆国のカレッジでラグビーをプレーしていたことがある[1]。
- テコンドーのニュージーランド代表として国際大会で優勝した経験を持つ[2]。

## 略歴
アメリカ合衆国ミシガン州のアキナス・カレッジ（en:Aquinas College）を卒業。
2021年、ベイ・オブ・プレンティ に召集され、2021年のニュージーランド州代表選手権に出場した。
2022年、ハリケーンズに加入し、 2022年のスーパーラグビー・パシフィックに出場した。2024年シーズンにはプレーオフも含め13試合に出場した。
2024年7月3日、ジャパンラグビーリーグワン 静岡ブルーレヴズへの入団を発表。